# アンナ・プシェミスロヴナ
アンナ・プシェミスロヴナ（Anna Přemyslovna, 1290年10月15日 - 1313年9月3日）は、ボヘミア王ハインリヒ・フォン・ケルンテン（ケルンテン公ハインリヒ6世）の妃。ボヘミア王兼ポーランド王ヴァーツラフ2世の次女で、母はローマ王ルドルフ1世の娘グタ（ユッタ）。

## 生涯
アンナは1290年に生まれた。双子の姉だったアネシュカは2歳の時に夭逝した。1306年、アンナはケルンテン公ハインリヒ6世と結婚したが、同年に兄で父の後を継いでいたヴァーツラフ3世が暗殺された。このため、王家の第1王女であるアンナの夫ハインリヒがボヘミア王およびポーランド王の称号を相続した。しかし間もなく、ボヘミアにおける事実上の権力はオーストリア公ルドルフ3世に奪われ、アンナ夫妻は敵方の追跡を振り切ってケルンテン公国へ逃亡した。ルドルフは翌1307年に急死し、ハインリヒはボヘミア王に復位することができた。
ハインリヒとアンナは次第に、アンナの未婚の妹エリシュカの存在を憂慮するようになっていった。アンナは妹を何とか結婚させようとしたが、エリシュカは姉の持ってくる見合い話を次々に断った。エリシュカは1310年、ルクセンブルク家のローマ皇帝ハインリヒ7世の息子ヨハンと結婚した。この結婚と同時に、アンナとエリシュカは決別することになった。同年、アンナの夫ヨハンの軍勢が首都プラハを占領すると、アンナとハインリヒはケルンテンへの引き揚げを余儀なくされた。アンナは1313年、22歳で子供もないまま死んだ。